# Traditionell brukskniv
En traditionell brukskniv är en kniv av enklare traditionellt snitt med sparsam utsmyckning. Begreppet har sin grund i utformningen av den svenska morakniven.